# Rhipidia (Rhipidia) ugra
Rhipidia (Rhipidia) ugra is een tweevleugelige uit de familie steltmuggen (Limoniidae). De soort komt voor in het Oriëntaals gebied.